# نيل سوليفان
نيل سوليفان (بالإنجليزية: Neil Sullivan) مواليد 24 فبراير 1970 في إنجلترا، هو لاعب كرة قدم إسكتلندي سابق كان يلعب كحارس مرمى. سبق له أن لعب في كأس العالم لكرة القدم 1998 مع منتخب بلاده. لعب خلال مسيرته 565 مباراة.

## المسيرة الاحترافية

### أندية لعب لها
- نادي توتنهام هوتسبير
- تشيلسي
- ليدز يونايتد

## روابط خارجية
- نيل سوليفان على موقع الاتحاد الدولي (مؤرشف)  (الإنجليزية)
- نيل سوليفان على موقع الاتحاد الإسكتلندي (الإنجليزية)
- نيل سوليفان على موقع قاعدة بيانات كرة القدم.إي يو (الإنجليزية)
- نيل سوليفان على موقع ناشيونال فوتبول تيمز (الإنجليزية)
- نيل سوليفان على موقع Soccerbase.com (لاعب) (الإنجليزية)
- نيل سوليفان على موقع عالم كرة القدم.نت (الإنجليزية)